# 钟山职业技术学院
钟山职业技术学院，是位于江苏省南京市栖霞区钟山风景区附近的一所民办普通全日制专科学校，主要从事职业技术对口教育。
学院占地540亩，学院设有数据管理与智能工程学院、经济与管理学院、健康管理与康复学院、基础医学与护理学院、儿童教育与人文学院、继续教育与培训学院6个分院，建有财经商务专业群、建筑工程专业群、老龄（事业）产业管理专业群、康复护理专业群、现代制造与信息化专业群、艺术传媒专业群等五大专业群，共开设涵盖理、工、文、经、管、艺术等6个门类36个专业，拥有各类在校生近8000人。

## 历史
- 1998年，批准成立，由南京卫元舟实业有限公司投资；
- 2002年，更名为钟山职业技术学院。

## 专业设置
设有6个分院：
数据管理与智能工程学院
经济与管理学院
健康管理与康复学院
基础医学与护理学院
儿童教育与人文学院
继续教育与培训学院